# نشان ملی کلمبیا
نشان ملی کلمبیا حاوی یک سپر با نمادهای متعدد است. در بالای سپر یک کندور آند قرار دارد که تاج زیتون را در دست دارد و کندور نماد آزادی است. شعار ملی، Libertad y Orden (اسپانیایی برای آزادی و نظم)، در طوماری میان پرنده و سپر با فونت سیاه روی پس‌زمینه طلایی قرار دارد. کندور به صورت نمایش داده شده (با بال‌های بازشده) و به سمت راست به تصویر کشیده شده است.

## شرح
پرچم ملی در هر طرف سپر پوشانده شده است. سپر به سه قسمت تقسیم می‌شود. در پایین‌ترین قسمت، کشتی‌ها به تصویر کشیده شده است که به تاریخ دریایی کلمبیا، عمدتاً به تنگه پاناما، که تا سال ۱۹۰۳ بخشی از کلمبیا بود، اشاره دارد. امروزه نمایانگر دو اقیانوسی است که با کشور هم‌مرز هستند (اطلس و اقیانوس آرام). بادبان‌ها به معنای تجارت کلمبیا با سایر نقاط جهان و رشد اقتصادی است. در بخش میانی، بر روی یک میدان نقره‌ای (آرژانت)، کلاه فریگی وجود دارد. که نماد سنتی آزادی است. بالاترین بخش شامل یک انار بر روی یک مزرعه آبی (لاجوردی)، به عنوان نمادی از نایب‌الملک‌نشین گرانادای جدید (نام استعماری اولیه کلمبیا در سده هجدهم)، در وسط که توسط دو شاخ نعمت در کنار آن قرار دارد: یکی در سمت راست با سکه‌های طلایی و نقره‌ای و دیگری در سمت چپ با میوه‌های گرمسیری. این بخش نشان‌دهنده ثروت کشاورزی و معدنی خاک کلمبیا است.
نشان جمهوری توسط فرانسیسکو دو پائولا سانتاندر طراحی شد و از طریق قانون ۳ در ۹ مه ۱۸۳۴ با تغییرات غیر اساسی بعدی مطابق با فرمان ۸۶۱ سال ۱۹۲۴ به تصویب رسید.

## نگارخانه
نشان ملی

نشان نشان‌شناسی کلمبیا
نشان رسمی کلمبیا
نشان مشترک در حال استفاده

نشان‌های تاریخی

نشان نایب‌السلطنه گرانادای جدید (۱۷۱۷–۱۸۱۹)
نشان استان‌های متحد گرانادای جدید (۱۸۱۴) (موقت)
نشان استان‌های متحد گرانادای جدید (۱۸۱۴–۱۸۱۶)
نشان کلمبیای بزرگ (۱۸۱۹)
نشان کلمبیای بزرگ (۱۸۲۰)
نشان کلمبیا بزرگ (۱۸۲۱–۱۸۳۰)
نشان کلمبیا بزرگ (پیشنهادی)
نشان ایالت گرانادای جدید (۱۸۳۰–۱۸۳۴)
نشان جمهوری گرانادای جدید (۱۸۳۳) (پیشنهادی)
نشان جمهوری گرانادای جدید (۱۸۳۴–۱۸۵۸)
نشان جمهوری گرانادای جدید (۱۸۵۴) (موقت)
نشان جمهوری گرانادای جدید (۱۸۵۴) (موقت)
نشان کنفدراسیون گرانادین (۱۸۵۸–۱۸۶۱)
نشان ایالات متحده آمریکا کلمبیا (۱۸۶۱–۱۸۸۶)
نشان جمهوری کلمبیا (۱۸۸۶–۱۹۲۴)
نشان جمهوری کلمبیا (۱۹۲۴–اکنون)

نسخه‌های دیگر

## کتابشناسی - فهرست کتب
- Ortega Ricaurte, Enrique (1954). Heráldica Nacional (به اسپانیایی). Banco de la República, Bogotá. OCLC 253691402.
- García, Júlio Cesar (2000). Himnos y Símbolos de Nuestra Colombia (به اسپانیایی). Camer Editores, Bogotá. ISBN 958-33-1489-7.
- Castrillón M. , Aurelio (1961). Historial de las Banderas y Escudos Nacionales (به اسپانیایی). Revista de las Fuerzas Armadas de Colombia, Bogotá. OCLC 39268995.
- Instituto Geográfico Agustín Codazzi - Ministerio de Hacienda y Crédito Público (1989). Atlas Básico de Colombia (به اسپانیایی). División de Difusión Geográfica, Bogotá. No exist ISBN.